# Bahama's op de Gemenebestspelen

Vlag van de Bahama's

De Bahama's is een van de landen die deelneemt aan de Gemenebestspelen. Sinds 1954 hebben de Bahama's al vijftien maal deelgenomen. In totaal over deze zestien edities wonnen ze 39 medailles.

## Medailles
| Bahama's op de Gemenebestspelen | Bahama's op de Gemenebestspelen | Bahama's op de Gemenebestspelen | Bahama's op de Gemenebestspelen | Bahama's op de Gemenebestspelen | Bahama's op de Gemenebestspelen |
| ------------------------------- | ------------------------------- | ------------------------------- | ------------------------------- | ------------------------------- | ------------------------------- |
| Jaar                            | Goud                            | Zilver                          | Brons                           | Totaal                          | Rang                            |
| 1954                            | -                               | -                               | -                               | -                               | /                               |
| 1958                            | 1                               | 1                               | -                               | 2                               | 13                              |
| 1962                            | -                               | 1                               | -                               | 1                               | 14                              |
| 1966                            | -                               | 1                               | -                               | 1                               | 17                              |
| 1970                            | -                               | -                               | -                               | -                               | /                               |
| 1978                            | -                               | 1                               | -                               | 1                               | 18                              |
| 1982                            | 2                               | 2                               | 2                               | 6                               | 10                              |
| 1990                            | -                               | -                               | 2                               | 2                               | 26                              |
| 1994                            | -                               | -                               | -                               | -                               | /                               |
| 1998                            | 1                               | 1                               | -                               | 2                               | 20                              |
| 2002                            | 4                               | -                               | 4                               | 8                               | 15                              |
| 2006                            | -                               | 2                               | -                               | 2                               | 24                              |
| 2010                            | 1                               | 1                               | 3                               | 5                               | 19                              |
| 2014                            | -                               | 2                               | 1                               | 3                               | 24                              |
| 2018                            | 1                               | 3                               | -                               | 4                               | 21                              |
| 2022                            | 1                               | 1                               | -                               | 2                               | 21                              |